# Kinda kanal
Kinda kanal er en kanal i Östergötland i Sverige. Kanalen muliggør bådtrafik mellem søsystemet i Kinda i den sydlige del af länet (amtet) og søen Roxen nær Linköping i den centrale del. Roxen har forbindelse med havet via Göta kanal, som gennemkrydser Sverige fra øst til vest.
Kinda kanal følger på det meste af strækningen åen Stångåns naturlige løb, men har korte parallelle passager med sluser, hvor det behøves. Den er kun helt adskilt fra åen på en 3,5 km lang del. Kanalen blev bygget 1865-1871 og har 15 sluser (total niveauforskel 52,5 m). I dag har den kun betydning som turistattraktion. Efter 1958 har man konstrueret broer over kanalen, der ikke kan åbnes, så både kan nu ikke være højere end 3,09 m.
58°17′00″N 15°42′00″Ø / 58.2833°N 15.7°Ø